# Comunità montana della Riviera Spezzina
La Comunità montana della Riviera Spezzina era un comprensorio montano della Liguria, in provincia della Spezia, formato dai comuni di: Bonassola, Deiva Marina, Framura, Levanto, Monterosso al Mare, Riomaggiore e Vernazza.
L'ente locale aveva sede a Levanto e l'ultimo presidente è stato Vittorio Rezzano.

## Storia
L'ente era stato istituito dopo le approvazioni delle leggi regionali nº 15 e 27 del 1973, emanate dalla Regione Liguria dopo l'istituzione ufficiale delle Comunità montane con la legge nº 1102 del 3 dicembre 1971.
Con le nuove disposizioni della Legge Regionale nº 6 del 1978 la comunità montana assumeva, direttamente dalla regione, le funzioni amministrative in materia di agricoltura, sviluppo rurale, foreste e antincendio boschivo.
Con la disciplina di riordino delle comunità montane, regolamentate con la Legge Regionale nº 24 del 4 luglio 2008 e in vigore dal 1º gennaio 2009, l'ente locale era stato soppresso. I comuni di Bonassola, Deiva Marina, Framura, Levanto, Monterosso al Mare, Riomaggiore e Vernazza avevano delegato la nuova Comunità montana Val di Vara alle funzioni amministrative in materia di agricoltura, sviluppo rurale, foreste e antincendio boschivo.

## Descrizione
Il territorio della Comunità montana della riviera spezzina si estendeva dal comune di Deiva Marina, ultima territorio occidentale della provincia della Spezia, a quello di Riomaggiore, la più orientale delle Cinque Terre. Il territorio era in parte compreso nel Parco Nazionale delle Cinque Terre.
Il fatto che comprendeva dei paesi sulla fascia costiera la dice lunga sull'eccezionalità di questo territorio "montano", che offre sia lo scenario di scogliere e terrazzamenti coltivati a vigneti a picco sul mare, sia le caratteristiche tipiche di un entroterra boschivo.
Il litorale ha una morfologia molto particolare, dove imponenti falesie a strapiombo sul mare sono interrotte da spiagge formatesi alle foci di torrenti.

## Caratteristiche

### Antropizzazione
Il territorio è costituito da elementi antropici caratteristici, dai borghi marinari delle Cinque Terre ai piccoli paesi inerpicati sulle pendici delle scogliere, ai caratteristici terrazzamenti, che scendono a picco dalla sommità delle colline fino a lambire il mare, tenuti insieme da monumentali muretti a secco, veri e propri capolavori costituiti da solo pietre abilmente incastrate tra di loro, e coltivati a vigneto.

### Economia
L'esperienza agricola e soprattutto vinicola sono il fulcro di un'economia tipicamente rurale, evoluta negli ultimi anni in ambiti di consorzialità. Tra le produzioni più significative c'è il famoso vino liquoroso Sciachetrà e le marmellate di limone.
Anche la pesca rientra nelle attività primarie del comprensorio.
L'incomparabile bellezza del territorio, è un indice della vocazione al turismo, motore di uno sviluppo economico che sulla riviera riesce a coniugare risorse marine e risorse dell'entroterra, formando un connubio, unico nel suo genere, di fascino storico e artistico.

## Amministrazione
La sede della Comunità è a Levanto, il presidente è Vittorio Rezzano.
Il territorio è in parte compreso nel Parco Nazionale delle Cinque Terre.